# دانشگاه فنی کارادنیز
دانشگاه فنی کارادنیز (ترکی استانبولی: Karadeniz Teknik Üniversitesi یا KTÜ) یک دانشگاه تحقیقاتی دولتی در ترابزون، در منطقه دریای سیاه ترکیه است. این دانشگاه در سال ۱۹۵۵ تأسیس شد و چهارمین دانشگاه ترکیه از نظر قدمت است. دانشگاه فنی کارادنیز یک مؤسسه دانشگاهی دولتی مشمول قانون شماره ۲۵۴۷ آموزش عالی در ترکیه است. عمدتاً توسط بودجه دولتی اختصاص داده شده توسط پارلمان ترکیه اداره می‌شود.
این دانشگاه دارای ۸۰ بخش، ۱۲ دانشکده و ۶ دانشکده تحصیلات تکمیلی است. دانشگاه فنی کارادنیز با ۲۱۵۹ پرسنل آموزشی و ۳۱۸۵۸ دانشجو یکی از بزرگ‌ترین دانشگاه‌های ترکیه است.
یواس نیوز اند ورلد ریپورت در رتبه‌بندی بهترین دانشگاه‌های جهانی، دانشگاه فنی کارادنیز را ۱۱۰۰ در جهان و ۵۷۴ را در حوزه موضوعی «مهندسی» در سال ۲۰۱۹ رتبه‌بندی کرده‌است.